# Octopamina
L'octopamina è un derivato metabolico della tiramina. L'octopamina è in grado di sostituirsi alla noradrenalina nei terminali nervosi, con conseguente massiccia liberazione di falso neurotrasmettitore, oltre alla noradrenalina, stimolando il sistema adrenergico (azione simpaticomimetica indiretta). Può causare cefalea, nausea, tachicardia e aritmie cardiache. Gli effetti dell'octopamina sono rilevanti soprattutto in coloro che assumono degli inibitori irreversibili e non selettivi delle MAO (iproniazide, citranilcipromina, fenelzina, pargilina).
La tirosina introdotta con la dieta non può essere metabolizzata, quindi viene trasformata da vie metaboliche alternative prima in tiramina e successivamente in octopamina.

## Storia
La molecola venne scoperta dallo studioso e farmacologo italiano Vittorio Erspamer nel 1948. L'interesse di Erspamer sui neurotrasmettitori lo portò ad isolare l'octopamina nella ghiandola salivare del polpo comune, il cui nome scientifico è Octopus vulgaris, da cui il nome della molecola.

## Ruolo negli invertebrati
Dopo la scoperta ad opera di Vittorio Erspamer nelle ghiandole salivari del polpo vi sono state numerose conferme dell'azione di octopamina come neurotrasmettitore, neuromodulatore e neuroormone negli invertebrati. 
La molecola è ampiamente utilizzata in molti comportamenti che richiedono dispendio energetico da parte degli insetti, crostacei (granchi, aragoste, gamberi), e ragni. Questi comportamenti includono il volo, il salto e la deposizione delle uova.
Negli insetti octopamina agisce come l'equivalente della norepinefrina ed è implicata nella regolazione dell'aggressività negli invertebrati, con effetti diversi a seconda della specie. Gli studi hanno dimostrato che la riduzione del neurotrasmettitore octopamina e la prevenzione della trasformazione della tiramina ad opera della beta idrossilasi (l'enzima che converte tiramina a octopamina) diminuisce l'aggressività nella Drosophila senza influenzare altri comportamenti.
Gli studi sul salto della locusta hanno permesso di comprendere meglio il ruolo svolto da octopamina in questa specie. Il trasmettitore modula l'attività muscolare, rendendo più agevole ed efficace la contrazione dei muscoli delle gambe. Quest'effetto è almeno in parte dovuto ad un aumento della capacità di contrazione e di rilassamento.
Nelle api del miele e nei moscerini della frutta, octopamina ha un ruolo importante nell'apprendimento e nella memoria. Nella lucciola, octopamina conduce alla produzione di luce nella lanterna addominale.
Octopamina gioca anche un ruolo nei molluschi, sebbene il ruolo di octopamina sia stato esaminato solo nel sistema nervoso centrale di un organismo modello, la lumaca di stagno (Lymnaea stagnalis).
Nelle aragoste, octopamina sembra in qualche misura dirigere e coordinare i neuro-ormoni nel sistema nervoso centrale, ed è stato osservato che iniettando octopamina in un'aragosta e nei gamberi si provoca l'estensione degli arti e dell'addome.
In uno studio condotto sulla tolleranza dell'alcol nel moscerino della frutta è stato verificato che una mutazione comportante una carenza di octopamina causa anche una ridotta tolleranza alcolica.
La vespa smeraldo (Ampulex compressa) punge l'ospite (lo scarafaggio) per iniettarvi il veleno; prima in un punto del torace per paralizzare temporaneamente gli arti anteriori, poi all'interno del cervello. Il veleno blocca i recettori dell'octopamina e lo scarafaggio non riesce a mostrare le normali risposte di fuga. L'insetto diviene docile e la vespa lo conduce alla sua tana tirandolo per l'antenna come fosse un guinzaglio, per poi depositare una larva sul suo addome.

## Ruolo nei vertebrati
Nei vertebrati, octopamina rimpiazza la noradrenalina nei neuroni simpatici quando si fa un uso cronico di inibitori delle monoamino ossidasi. Essa può essere responsabile degli effetti collaterali comuni, ed in particolare dell'ipotensione ortostatica, quando si usano questi agenti, anche se vi è la possibilità che questi effetti siano in realtà mediati a un aumento dei livelli di N-acetilserotonina.
Uno studio ha rilevato che l'octopamina potrebbe essere un'ammina importante che influenza gli effetti terapeutici degli inibitori irreversibili e non selettivi della monoamino ossidasi. Negli animali trattati con questo inibitore è stato rilevato un grande aumento nei livelli dell'octopamina.
Octopamina è stata identificata nelle analisi di campioni di urina di molti mammiferi, come ad esempio gli esseri umani, i ratti ed i conigli trattati con inibitori delle monoamino ossidasi.
Molto piccole quantità di octopamina sono stati trovate anche in alcuni tessuti animali. Studi su conigli hanno permesso di identificare octopamina in molti tessuti ed è stato osservato che cuore e reni presentano le più alte concentrazioni della sostanza.
Nei mammiferi, octopamina può facilitare la mobilizzazione ed il rilascio del grasso dagli adipociti (cellule che nell'organismo animale sono deputate a sintetizzare, accumulare e cedere lipidi). Questa sua caratteristica ha portato alla sua promozione commerciale come adiuvante nelle diete dimagranti. Tuttavia, il grasso rilasciato e mobilizzato dai tessuti verosimilmente viene ricaptato con altrettanta facilità da altre cellule. Non vi è pertanto alcuna prova scientifica che octopamina faciliti la perdita di peso. L'azione simpaticomimetica dell'octopamina può invece comportare un aumento della pressione arteriosa.
Questo aumento può essere particolarmente significativo se viene associata ad altre sostanze ad azione stimolante, come effettivamente avviene in alcune diete "fai da te" finalizzate ad una rapida perdita di peso.
L'aumento di pressione arteriosa e la vasocostrizione indotta da octopamina possono, in questi casi, comportare un rilevante aumento di rischio di infarto del miocardio e ictus cerebrale.